# 北之富士勝昭
北之富士勝昭（日语：／ Kitanofuji Katsuaki，1942年3月28日—2024年11月12日），原名竹澤勝昭，前日本職業相撲選手，來自北海道旭川市。他於1957年首次亮相，並於1964年成為幕內力士。他在1970年晉升為52代橫綱，他共贏得了十次錦標賽冠軍，並以與玉之海的競爭而聞名。1974年退休，1977年至1992年擔任九重部屋親方。1998年自日本相撲協會離職，但截至2021年仍作為評論員而在相撲界享有盛譽。
2024年11月12日，於東京都內醫院辭世，享耆壽82歲。

## 早期生涯
在中學擔任棒球選手的北之富士於1957年1月開始了他的職業生涯，當時年僅14歲，最先加入了出羽海部屋。因為天生腰部高的缺點，出世較遲，光是在三段目就待了13個場所。但進入十兩後，成績就有飛越性的進步，1963年11月，他在第二高的十兩階級中取得了15戰全勝的完美成績（直到43年後，前大關把瑠都才達到這一壯舉），並得以被提升為頂級幕內部門。在1964年1月的首場幕內級聯賽中，他取得了13場勝利，儘管他幾乎都是與前頭力士對戰。他仍然獲得了敢鬥獎，直接晉升為小結。到1966年，他在關脇力士中穩固地確立了地位。他在1966年7月晉升大關。雖然他在之前的三季比賽中只贏了28場比賽（通常至少需要33場），但因豐山是當時唯一的大關力士，北之富士能被晉升，在很大程度上是因為看好他的潛力。

## 綱取成功,邁向巔峰
1967年1月，他跟隨曾經發掘過他的教練，前橫綱千代之山轉籍至新的部屋九重。他的第一個錦標賽冠軍是在那年的三月。北之富士身在一個由橫綱大鵬所主宰的時代，但他最終擺脫了偉大橫綱的陰影，在1969年11月和1970年1月連續贏得冠軍，成功晉升為橫綱。與他一起晉升的是他的朋友和競爭對手玉之海正洋。他作為橫綱的第一個季賽是1970年3月，在1970年5月至7月再度達成二連霸，在1971年9月首度以完美的15戰全勝奪冠，那年他又拿了兩個冠軍，在這段期間幾乎與玉之海聯合壟斷了優勝，相撲界也正式邁入了“北玉時代”。

## 戰友驟逝，停滯不前
北玉二人的性格可說是南轅北轍，北之富士天性自由奔放，在銀座一夜間豪擲千金的事蹟時有所聞，因此讓他博得“夜之帝王”等的外號。玉之海則為人低調勤懇。但他們在土俵下卻是交情很好的摯友。然而，玉之海在1971年10月卻突然去世，嚴重震動了北之富士，影響了他在擂台上的表現。由於是當時相撲界唯一的橫綱，他陷入了低潮。在1972年的前兩場季賽中表現不佳後，他因失眠症退出了1972年5月的比賽。他在7月的下一場比賽中請了假，但去夏威夷旅行時被抓到在海灘衝浪。被日本相撲協會施與告誡並立即道歉。他在1972年9月以完美的戰績回歸，再度成功奪冠。他的最後一個冠軍是在1973年3月，他最後一次挑戰冠軍是在同年7月，他在優勝決定戰中輸給了老將琴櫻。

## 宣布退役
在多次缺席之後，北之富士在1974年7月的季賽第三天宣布退休，當時為32歲，他承認現在有一個由輪島和北之湖領導的新時代，他們都比自己年輕幾歲。老將琴櫻也在同一周退役，北之湖也在該季賽結束後被晉升為橫綱。北之富士總共贏得十次季賽冠軍，當時僅次於雙葉山的12次和大鵬的32次。
退休後北之富士自立門戶成立了井筒部屋。然而在1977 年九重親方千代之山去世後，他的部屋與九重部屋合併。他先取得九重的名跡後，將井筒這個名跡讓渡給了前關脇 鶴嶺，部屋改稱九重，在他擔任親方期間，千代之富士和北勝海都達到了橫綱的級別，他還培養了許多關取，例如巴富士和孝乃富士。  1992 年 4 月，他與千代之富士交換名跡，將部屋交給千代之富士經營，他則成為附屬於部屋的陣幕年寄。1993 年 9 月，他離開了九重部屋，加入親傳弟子北勝海新成立的八角部屋。1998 年 2 月，他未能再次當選相撲協會理事，隨後他以缺乏高砂一門部屋親方的支持為由，決定在強制退休年齡的前幾年，就提前離開該組織. 然而，他仍然經常作為NHK的相撲解說者，而在電視上現身。 2002年，六十歲的北之富士表演了還曆土俵入。2017 年 1 月，他曾暫停相撲評論，以便從心臟手術中恢復過來。

## 主要成績
- 通算成績：786勝427敗69休 勝率.648
- 幕内成績：592勝294敗62休 勝率.668
- 大關成績：208勝107敗 勝率.660
- 横綱成績：247勝84敗62休 勝率.746
- 現役在位：105場所
- 幕内在位：64場所
- 横綱在位：27場所
- 大關在位：21場所
- 三役在位：11場所（関脇9場所、小結2場所）
- 連勝記録（幕内）：21（1971年9月場所初日 - 1971年11月場所6日目）
- 年間最多勝：3回（1969年：63勝27敗、1970年：75勝15敗（玉の海と同数）、1971年：73勝17敗）
- 連續6場所勝利：78勝（1969年9月場所 - 1970年7月場所）
- 通算（幕内）連續勝越記録：26場所（現在並列歴代7位、當時僅此次於玉之海的27場所，與玉錦並列歴代2位・1967年9月場所 - 1971年11月場所）
- 幕内連續2位數勝利記録：11場所（1969年9月場所 - 1971年5月場所）
- 幕内連続12勝以上勝利：6場所（1969年9月場所 - 1970年7月場所）

### 各段優勝
- 幕内最高優勝：10回（全勝3回）(1967年3月場所、1969年11月場所、1970年1月場所、1970年5月場所、1970年7月場所、1971年5月場所、1971年9月場所、1971年11月場所、1972年9月場所、1973年3月場所)

同點：1回
次點：3回
- 十兩優勝：1回（1963年11月場所）

### 三賞・金星
- 三賞：6回
  - 殊勲賞：2回 (1966年1月場所、1966年3月場所)
  - 敢闘賞：1回 (1964年1月場所)
  - 技能賞：3回 (1964年5月場所、1964年11月場所、1966年5月場所)
- 金星：1個（大鵬1個）

### 場所別成績
| | 1月場所 初場所（東京） | 3月場所 春場所（大阪）  | 5月場所 夏場所（東京）  | 7月場所 名古屋場所（愛知） | 9月場所 秋場所（東京）   | 11月場所 九州場所（福岡） |
| --- | ---------------------- | ----------------------- | ----------------------- | -------------------------- | ------------------------ | ------------------------- |
| 1957年 （昭和32年） | （前相撲）             | 2–1                     | 東 序二段 #131 3–5      | x                          | 東 序二段 #123 4–4       | 西 序二段 #104 4–4        |
| 1958年 （昭和33年） | 東 序二段 #91 6–2      | 西 序二段 #58 1–7       | 西 序二段 #76 6–2       | 東 序二段 #39 3–5          | 西 序二段 #46 2–6        | 西 序二段 #61 5–3         |
| 1959年 （昭和34年） | 東 序二段 #48 6–2      | 東 序二段 #16 6–2       | 東 三段目 #93 6–2       | 東 三段目 #65 2–6          | 西 三段目 #78 3–5        | 西 三段目 #83 3–5         |
| 1960年 （昭和35年） | 西 三段目 #94 7–1      | 西 三段目 #51 4–4       | 西 三段目 #48 4–4       | 東 三段目 #47 2–5          | 西 三段目 #67 休場 0–0–7 | 西 三段目 #102 6–1        |
| 1961年 （昭和36年） | 東 三段目 #62 5–2      | 東 三段目 #27 4–3       | 西 三段目 #14 5–2       | 西 幕下 #81 6–1            | 西 幕下 #54 2–5          | 東 幕下 #70 5–2           |
| 1962年 （昭和37年） | 西 幕下 #45 5–2        | 西 幕下 #32 4–3         | 西 幕下 #29 6–1         | 東 幕下 #11 3–4            | 西 幕下 #12 3–4          | 西 幕下 #15 6–1           |
| 1963年 （昭和38年） | 西 幕下 #4 6–1         | 西 十兩 #18 9–6         | 東 十兩 #11 10–5        | 東 十兩 #6 4–11            | 東 十兩 #17 11–4         | 西 十兩 #5 優勝 15–0      |
| 1964年 （昭和39年） | 東 前頭 #10 13–2 敢    | 東 小結 4–11            | 東 前頭 #5 9–6 技       | 西 關脇 9–6                | 東 關脇 6–9              | 東 前頭 #1 10–5 技        |
| 1965年 （昭和40年） | 西 關脇 8–7            | 西 關脇 5–10            | 東 前頭 #3 8–7 ★        | 東 前頭 #2 8–7             | 東 小結 10–5             | 東 關脇 9–6               |
| 1966年 （昭和41年） | 東 關脇 10–5 殊        | 東 關脇 8–7 殊          | 東 關脇 10–5 技         | 東 關脇 10–5               | 西 大關 10–5             | 東 大關 10–5              |
| 1967年 （昭和42年） | 東 大關 10–5           | 東 大關 14–1            | 東 大關 5–10            | 西 大關 7–8                | 西 張出大關 10–5         | 東 大關 8–7               |
| 1968年 （昭和43年） | 東 張出大關 10–5       | 西 大關 9–6             | 西 張出大關 10–5        | 東 張出大關 10–5           | 東 張出大關 8–7          | 西 大關 11–4              |
| 1969年 （昭和44年） | 西 大關 11–4           | 西 大關 9–6             | 東 張出大關 9–6         | 西 大關 9–6                | 東 張出大關 12–3         | 西 大關 13–2              |
| 1970年 （昭和45年） | 東 大關 13–2           | 東 横綱 13–2            | 西 横綱 14–1            | 東 横綱 13–2               | 東 横綱 11–4             | 東 張出横綱 11–4          |
| 1971年 （昭和46年） | 東 張出横綱 11–4       | 東 張出横綱 11–4        | 東 張出横綱 15–0        | 東 横綱 8–7                | 西 横綱 15–0             | 東 横綱 13–2              |
| 1972年 （昭和47年） | 東 横綱 7–7–1          | 東 横綱 9–6             | 東 横綱 3–6–6           | 東 横綱 休場 0–0–15        | 東 横綱 15–0             | 東 横綱 10–5              |
| 1973年 （昭和48年） | 東 横綱 10–5           | 西 横綱 14–1            | 東 横綱 9–6             | 東 張出横綱 14–1           | 西 横綱 8–3–4            | 東 張出横綱 10–5          |
| 1974年 （昭和49年） | 東 張出横綱 3–6–6      | 東 張出横綱 休場 0–0–15 | 東 張出横綱 休場 0–0–15 | 東 張出横綱 引退 0–3–0     | x                        | x                         |
| 各欄数字按「勝-負-休場」表示。 優勝 引退 十兩･幕下 三賞：敢=敢鬬賞、殊=殊勛賞、技=技能賞 其他：★=金星 番付階級：幕内 - 十兩 - 幕下 - 三段目 - 序二段 - 序之口 幕内序列：横綱 - 大關 - 關脅 - 小結 - 前頭（「#数字」为出场顺序） |                        |                         |                         |                            |                          |                           |